# Lamagistère

Lamagistère este o comună în departamentul Tarn-et-Garonne din sudul Franței. În 2009 avea o populație de 1.192 de locuitori.

## Evoluția populației
| An        | 1975  | 1982  | 1990  | 1999  | 2006  | 2009  |
| --------- | ----- | ----- | ----- | ----- | ----- | ----- |
| Populație | 1.153 | 1.084 | 1.248 | 1.187 | 1.220 | 1.192 |